# Polarizator
Polarizator je optički sustav koji polarizira svjetlost. Polarizatori se mogu podijeliti prema fizikalnoj pojavi koja se koristi kako bi se postigla polarizacija. Pri dvolomu u dvolomnim kristalima (na primjer kalcit) svjetlost se dijeli na dvije zrake polarizirane u međusobno okomitim ravninama, pri refleksiji (odbijanju) može nastati potpuno polarizirana svjetlost, zbog dikroizma tanki listići nekih materijala (na primjer polivinil klorida impregniranoga jodom) propuštaju samo svjetlost određene polarizacije.

## Polarizacija svjetlosti pomoću kristala
Pojave interferencije i ogiba (difrakcije) svjetlosti potvrđuju da je svjetlost valovite prirode. Međutim, iz njih se ne dobiva odgovor da li je svjetlost longitudinalno ili transverzalno valovito gibanje. Na to pitanje daje odgovor polarizacija svjetlosti. 
Uzmimo dvije pločice kristala turmalina koje su brušene paralelno s glavnom kristalnom osi. Svaka pločica za sebe propušta svjetlost kako je god postavimo. Postavimo li obje pločice turmalina jednu prema drugoj, prozirnost će ovisiti o njihovu međusobnom položaju. Svjetlost će najjače prolaziti kada su kristalne osi obiju pločica međusobno paralelne. Zakretanjem jedne pločice prema drugoj prolazit će sve manje svjetlosti, a kod okomitog položaja obiju kristalnih osi ploče će biti neprozirne. Iz toga izlazi da prva pločica mijenja svojstva zrake svjetlosti koja kroz nju prolazi tako da zraka svjetlosti ima različita svojstva u smjerovima okomitim na zraku svjetlosti. Tu pojavu nazivamo polarizacijom svjetlosti. 
Iz pojave polarizacije svjetlosti nužno izlazi da su valovi svjetlosti transverzalni, to jest da se titranje zbiva okomito na smjer širenja zrake svjetlosti. Kod longitudinalnih valova, na primjer kod valova zvuka ne može u zraku biti nikakve razlike u bilo kojem smjeru, okomitom na smjer širenja zvuka. U prirodnoj svjetlosti titraji su okomiti na smjer širenja, to jest na zraci u različitim ravninama. Zato takvu svjetlost zovemo nepolarizirana svjetlost. 
Turmalinsku pločicu možemo zamisliti kao neku mehaničku mrežicu koja od svih titraja propušta samo onu komponentu koja leži u izvjesnoj ravnini. Takva se svjetlost kod koje se titranje zbiva samo u jednoj ravnini zove se polarizana svjetlost. Naprava (u našem slučaju prva pločica), koja prirodnu svjetlost pretvara u polariziranu, zove se polarizator. Kako je svjetlost koja je izašla iz turmalinske pločice polarizirana, to će ona proći kroz drugu pločicu samo onda ako su im kristalne osi paralelne. Kod okomitih osi svjetlost neće moći proći, i pločice će biti neprozirne. Kod ostalih položaja pločica, to jest kod zakreta za bilo koji kut manji od 90°, prolazit će samo jedan mali dio, to jest jedna komponenta polarizirane svjetlosti. Druga pločica koja je isto polarizator pomoću koje možemo odrediti da li je svjetlost polarizirana ili nije zove se analizator. 
Iz dosadašnjeg razmatranja možemo reći da je polarizacija svjetlosti titranje svjetlosti samo u jednoj ravnini koja se zove ravnina titranja. To je linearno polarizirana svjetlost. Ravnina položena kroz zraku okomito na ravninu titranja zove se ravnina polarizacije. Polarizacija svjetlosti kod prolaza kroz turmalin i druge kristale tumači se rasporedom molekula u kristalu koji propuštaju titraje samo u jednoj ravnini.

## Analizator
Analizator, u fizici, ili točnije rečeno analizator elektromagnetskoga zračenja, sastavni je dio nekog uređaja koja propušta samo zračenje linearno polarizirano u jednome smjeru, a zračenje okomito polarizirano na taj smjer prigušuje. Upotrebljava se za utvrđivanje polariziranosti elektromagnetskoga zračenja, a ako je to svjetlost, naziva se optičkim analizatorom.

### Nicolova prizma
Nicolova prizma je jedna od najpoznatijih naprava za stvaranje linearno polarizirane svjetlosti. Upotrebljava se kao polarizator i analizator. Sastoji se od dvaju komada kristala islandskoga dvolomca, zalijepljenih kanadskim balzamom u obliku romboedarske prizme. Nepolarizirana zraka svjetlosti koja padne na brid Nicolove prizme dvostruko se lomi te daje ordinarnu i ekstraordinarnu zraku. Za ordinarnu je zraku indeks loma islandskoga dvolomca 1,658, a za ekstraordinarnu 1,486. Indeks loma kanadskoga balzama za obje je zrake jednak, i to 1,53 (za žutu natrijevu svjetlost). Ordinarna zraka koja na spojnicu od kanadskoga balzama dolazi pod kutom većim od kritičnoga totalno se reflektira, a ekstraordinarna zraka prolazi gotovo nesmetano kroz prizmu. Rezultat je da je izlazna zraka potpuno polarizirana. Taj sustav prizmi konstruirao je škotski fizičar William Nicol (1768. – 1851.). Modifikacije Nicolove prizme upotrebljavaju se i za druge, posebne (specijalne) svrhe.